# Pycnacantha echinotes
Pycnacantha echinotes är en spindelart som beskrevs av Wilhelm Meise 1932. Pycnacantha echinotes ingår i släktet Pycnacantha och familjen hjulspindlar.
Artens utbredningsområde är Kamerun. Inga underarter finns listade i Catalogue of Life.